# Kritično ugrožena vrsta
Kritično ugrožena vrsta (engl. Critically Endangered) skr. CR, prema IUCN-ovom crvenom popisu, je vrsta čija je populacija umanjena za 80 % u samo tri generacije, tako da joj izravno prijeti izumiranje.  
IUCN ne smatra vrstu izumrlom dok se ne provede opsežna i ciljana studija, te se često vrste koje su izumrle smatraju za kritično ugrožene. Stoga je organizacija BirdLife International predložila novu kategoriju: "vjerojatno izumrle", kako bi se katakorizirale te vrste.
Stavljanje određenih vrsta na listu ugroženih, odnosno skidanje s nje, čest je predmet kontroverzi i političkih sukoba iza kojih stoje različiti ekonomski, politički i socijalni interesi.

## Primjer kritično ugroženih vrsta i podvrsta
- Afrički divlji magarac
- Aksolotl
- Amurski leopard
- Arapski leopard
- Arapski vuk
- Azijski gepard
- Balearski zovoj
- Bornejski orangutan
- Crni nosorog
- Crveni vuk
- Filipinski krokodil
- Galapagoski zovoj
- Istočni gorila
- Južnokineski tigar
- Kagu
- Kubanski krokodil
- Madagaskarska patka njorka
- Sivoglavi kivi
- Orinoški krokodil
- Pirenejski ris
- Sibirski tigar
- Snježni leopard
- Sijamski krokodil
- Sredozemna medvjedica
- Sumatranski nosorog
- Sumatranski orangutan
- Zapadni gorila

## Vanjske poveznice
- Red List
- "IUCN Red List of Threatened Species"
- Endangered Species
- Guidelines for Using the IUCN Red List Categories and Criteria